# Ghorak
Pour les articles homonymes, voir Ghorak (homonymie).
Ghorak ou Ghowrak est le centre administratif du district de Ghorak dans la province de Kandahâr en Afghanistan.

## Crédit d'auteurs
- (en) Cet article est partiellement ou en totalité issu de l’article de Wikipédia en anglais intitulé « Ghorak » (voir la liste des auteurs).